# Saori Kimura
Saori Kimura (jap. 木村 沙織, Kimura Saori; * 19. August 1986 in Yashio) ist eine japanische Volleyballspielerin. Sie nahm an drei Olympischen Spielen teil und gewann 2012 die Bronzemedaille.

## Karriere
Kimura begann ihre Karriere an der Shimokitazawa Seitoku Highschool. 2003 debütierte sie in der japanischen Nationalmannschaft, mit der sie am World Cup teilnahm. 2004 erreichte sie mit dem Team das Viertelfinale und somit den fünften Platz bei den Olympischen Spielen. Im folgenden Jahr belegte Japan den dritten Platz bei der Asienmeisterschaft. Kimura kam 2005 außerdem zu Toray Arrows. Bei der Weltmeisterschaft 2006 im eigenen Land wurde sie mit Japan Sechster. 2007 gelang der Nationalmannschaft der Sieg in der Asienmeisterschaft. Mit dem Verein gewann die Außenangreiferin 2008 das nationale Double aus Pokal und Meisterschaft. Anschließend spielte sie in Peking zum zweiten Mal ein olympisches Turnier und wurde erneut Fünfte. 2009 konnte Toray Arrows den Meistertitel erfolgreich verteidigen. Japan beendete die Asienmeisterschaft auf dem dritten Rang. Nach dem dritten Meistertitel in Folge wurde Kimura mit Japan bei der WM 2010 ebenfalls Dritter. 2011 gab es für Kimuras Verein in Pokal und Meisterschaft zwei zweite Plätze. Dasselbe Resultat erreichte die Nationalmannschaft bei der kontinentalen Meisterschaft. Beim World Cup kam Japan auf den vierten Rang. 2012 feierte Kimura mit Toray Arrows wieder das Double. Anschließend nahm sie in London zum dritten Mal an den Olympischen Spielen teil und gewann Bronze. Nach dem Turnier wechselte Kimura in die türkische Liga zu Vakıfbank Güneş Sigorta İstanbul, mit dem sie 2013 den türkischen Pokal, die Champions League und die türkische Meisterschaft gewann. Danach wurde sie vom Lokalrivalen Galatasaray Istanbul verpflichtet.